# البركة (وادي الصفراء)
البركة قرية تاريخية من قرى وادي الصفراء، تقع غرب المدينة المنورة بمسافة حوالي 120 كيلو، وتتبع إداريا محافظة بدر والواقعة غرب منطقة المدينة المنورة في السعودية.

## التاريخ
أحد خيوف وادي الصفراء وقد نزح أغلب سكانه إلى محافظة بدر وبعض المدن الأخرى بعد أن توقفت عينه.